# Lello Arena

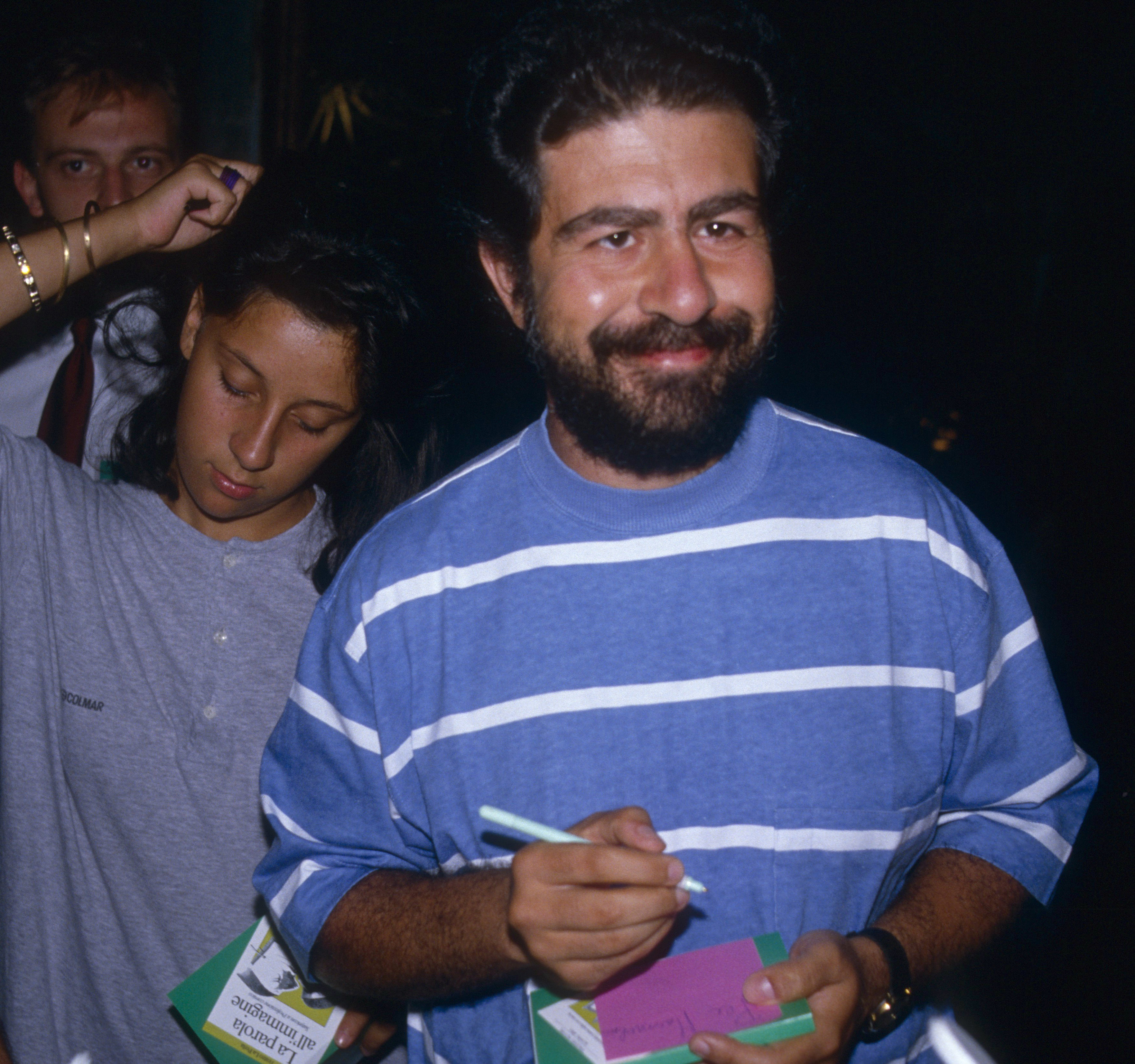
Lello Arena (2018)

Lello Arena (eigentlich Raffaele Arena, * 1. November 1953 in San Giorgio a Cremano) ist ein italienischer Schauspieler.

## Leben
Arena gehörte zu Beginn seiner Karriere der Theatergruppe La Smorfia an (die bereits 1969 als I Saraceni gegründet worden war), zu der auch Massimo Troisi und Enzo Decaro gehörten. Ende der 1970er Jahre gelang es dem Trio, durch ihre neuartige Mischung klassischer Elemente mit moderner Verfremdungstechnik Aufsehen zu erregen und in mehreren Fernsehsendungen wie Non stop und Luna Park Erfolg beim Publikum wie bei den Kritikern zu erreichen. In der Figurenkonstellation war Arena der ewige Verlierer und Underdog. Bald drehte er, anfangs wieder mit Troisi – die Theatergruppe wurde aufgelöst –, einige Filme, in denen seine schauspielerischen Leistungen ebenfalls gelobt wurden. 1988 inszenierte er Chiari di luna nach eigenem Drehbuch, eine mäßig erfolgreiche romantische Komödie. Im Fernsehen hatte er neben Engagements als Schauspieler bei Tele5 und als häufiger Gast in Sendungen Maurizio Costanzos auch die Sitcom Quei due sopra il varano mit Enzo Iacchetti.
Weitere Arbeiten Arenas waren Aufnahmen mit Raffaella Carrà, die zweijährige Leitung der Satiresendung Striscia la notizia (1995/1996) und die Mitwirkung an der Miniserie Luisa Sanfelice im Jahr 2004. Daneben schreibt, spielt und inszeniert er immer wieder für die Bühne.
1983 wurde Arena mit einem David di Donatello für seine Rolle in Massimo Troisis Scusate il ritardo ausgezeichnet. Er ist mit der Tochter des Regisseurs Vittorio Taviani verheiratet.

## Filmografie (Auswahl)
- 1981: Ricomincio da tre
- 1983: Scusate il ritardo
- 2011: Baciati dall'amore (Fernsehserie)